# 薬剤師法
薬剤師法（やくざいしほう、昭和35年8月10日法律第146号）は、薬剤師全般の職務・資格などに関する日本の法律である。
法令番号は昭和35年法律第146号、1960年（昭和35年）8月10日に公布され、昭和36年2月1日に施行された。薬事関連法の1つ。

## 歴史
- 1889年 薬品営業並薬品取扱規則が公布され，薬剤師の名称が誕生
- 1925年 医師法等は1906年に制定されていたが、1916年に起きた「芝八事件」を契機に、旧薬剤師法が制定
- 1943年 戦時下、薬事法（現医薬品医療機器等法）へ統合
- 1960年 改めて薬剤師法として公布
- 1997年 薬害エイズ事件が契機となり、情報提供が義務化
- 2006年 国家試験の受験資格が、原則6年制薬学部の卒業者となる
- 2014年 情報提供義務が情報の提供および指導に改正
- 2020年 服薬フォローアップが義務化

## 薬剤師の任務
1条 薬剤師の任務「薬剤師は、調剤、医薬品の供給その他薬事衛生をつかさどることによつて、公衆衛生の向上及び増進に寄与し、もつて国民の健康な生活を確保するものとする。」と規定

## 薬剤師の免許
2条 免許薬剤師になろうとする者は、厚生労働大臣の免許を受けなければならない。他国で薬剤師に相当する免許を所持していたとしても、日本国内で薬剤師として従事する場合は、日本の免許を取得する必要がある。これには、3条の定めるところにより、薬剤師国家試験に合格しなければならず、書き換え等の制度はない。
3条 免許の要件薬剤師の免許は、薬剤師国家試験に合格した者に対して与える。
4条 絶対的欠格事由未成年者は薬剤師になれない。2001年以前は目が見えない者・耳が聞こえない者・口がきけない者は絶対的欠格事由とされ、一律に免許が与えられなかったが、早瀨久美らの署名運動が契機となり法改正がなされ、聴覚障害者と発話障害者は欠格事由ではなくなった。2019年12月からは、成年被後見人、被保佐人を欠格事由とする規定が削除され、心身の故障等の状況を個別的、実質的に審査し、必要な能力の有無を判断することとなった。
5条 相対的欠格事由心身の障害により薬剤師の業務を適正に行うことができない者、麻薬・大麻・あへん中毒者、罰金刑以上の刑に処せられた者、薬事に関し犯罪又は不正を行った者には、免許を与えないことができる。
6条 薬剤師名簿厚生労働省には薬剤師名簿を備え、登録番号、登録年月日、本籍地都道府県名（国籍）、国家試験合格の年月、氏名、生年月日、性別、処分歴、再教育研修歴などを登録する。
7条 登録及び免許証の交付免許は、試験に合格した者の申請により、薬剤師名簿に登録することによって行う。従って、国家試験に合格しても、薬剤師免許に登録されるまでは免許されたことにはならない。その後厚生労働大臣は、免許を与えたときは、薬剤師免許証を交付する。
8条 免許の取消し等厚生労働大臣は、医道審議会の意見を聴いた上で、絶対的欠格事由に該当した薬剤師の免許を取り消す。また同様にして相対的欠格事由に該当した時や、薬剤師としての品位を損するような行為があった時は、戒告・3年以内の業務の停止・免許の取消しのいずれかの処分を行うことができることとされている。2008年4月施行の法改正で新たに戒告の処分が新設されたほか、業務停止は3年が上限となった。上限が設けられたのは、業務停止が長期間に及ぶと技術の維持や日々進歩する医療技術の習得ができず、再従事する際医療の質を確保する観点から問題となるためである。
8条の2 再教育研修免許の取消し処分を受けたのち再免許を受けようとする人や、免許停止・戒告処分をうけた薬剤師に対し厚生労働大臣は再教育研修を受けるよう命ずることができる。処分の種類や理由によって、集合倫理研修1日間相当、集合技術研修1日間相当、課題研修1日間相当、個別研修20または30日間相当のいずれかまたは組み合わせで実施される。再教育の命令を受けた薬剤師で未修了の場合は、その旨が薬剤師名簿に登録され公表されるほか、薬局の管理者となることができない。
9条 届出薬剤師は省令で定める2年ごとに12月31日現在の氏名・住所などを、1月15日までに厚生労働大臣に届け出なければならない。これを怠ると50万円以下の罰金が課せられることがある。
この届出は、「医師・歯科医師・薬剤師調査」として取りまとめられ、就業地・年齢・性別や業務種別などの分布を明らかにすることで、厚生労働行政に活用されている。

## 国家試験
12条 試験の実施毎年少なくとも１回、厚生労働大臣が行う。現在は毎年3月頃に年1回のみ実施されている。1987年までは年2回行われたこともあった。
13条 薬剤師試験委員試験事務のため、厚生労働省に薬剤師試験委員を置く。委員は非常勤で学識経験のある者から試験の執行ごとに厚生労働大臣が任命する。例年大学教授や病院薬剤部長などが任命されている。
15条 受験資格日本の大学において薬学の正規の課程を修めて卒業するか、外国の薬学校を卒業するか外国の薬剤師免許を受けた者で、厚生労働大臣が認定したものでなければ受けることができない。日本の薬学の正規の課程は2006年入学者より6年制である。

## 薬剤師の業務
19条 調剤薬剤師でない者は、販売又は授与の目的で調剤してはならない。これには3年以下の懲役若しくは100万円以下の罰則規定がある。ただし、一定の条件下の医師・歯科医師と、獣医師については、自己の処方せんにより自ら調剤するときはこの限りではないとする例外規定がある。

「調剤」の範囲については明確に定義されておらず曖昧さが残っており、ピッキング行為などグレーゾーンと呼ばれた業務に非資格者が従事するなどの問題が生じていた。このため2019年に医薬・生活衛生局総務課長通知により考え方が整理され、最終監査を薬剤師が行えばピッキング行為については無資格者が行っても差し支えないこととされ、水剤・散剤・軟膏等の計量・混合に関しては、薬剤師が直接実施しなければならないこととされた。
20条 名称の使用制限薬剤師でなければ、薬剤師又はこれにまぎらわしい名称を用いてはならない。
21条 調剤応需義務調剤に従事する薬剤師は、調剤の求めがあった場合には、正当な理由がなければ、これを拒んではならないとされている。これと同様の規定は医師・歯科医師・獣医師にもある。なお、調剤を拒む場合の正当な理由の一例として、薬務局長通知では、疑義照会ができない場合・冠婚葬祭・急病・医薬品の調達に時間がかかる場合・災害・事故が挙げられているほか、リタリンなどの流通管理が実施されている医薬品で、処方できない医師からの処方である場合や取り扱えない薬局の場合も該当するとされている。
22条 調剤の場所薬剤師は、薬局以外の場所で、販売又は授与の目的で調剤してはならない。ただし、病院などの調剤所、災害時などは例外規定で調剤が認められている。さらに2007年4月施行の法改正では、在宅医療への対応として、患者の自宅や老人ホーム等で一部調剤業務の実施が認められることとなった。この場合は、計量・混合・粉砕といった業務は薬局内で実施することとされており、実務上はあらかじめファックス等で処方せんを受信し、患者のもとで原本確認を実施のうえ薬剤を交付することになる。
23条 処方せんによる調剤医師、歯科医師又は獣医師の処方せんによらなければ、販売又は授与の目的で調剤してはならない。
24条 疑義照会義務処方せん中に疑わしい点があるときは、その処方せんを交付した医師、歯科医師又は獣医師に問い合わせて、その疑わしい点を確かめた後でなければ、これによつて調剤してはならない。この規定に基づき実施する問い合わせを、疑義照会という。
通常処方せんの2～3％には疑義が発見されると言われており、疑義照会の実施は薬剤師の中核的業務である。処方ミスや薬物相互作用による医療過誤防止だけでなく、医療費削減の効果も指摘されている。
25条 薬剤の表示薬剤師は、薬袋などに患者の氏名、用法、用量などを表示しなければならない。
25条の2 情報の提供及び指導薬剤師は、調剤した薬剤の適正な使用のため、販売又は授与の目的で調剤したときは、患者又は現にその看護に当たっている者に対し、必要な情報を提供し、及び必要な薬学的知見に基づく指導を行わなければならない。従来本項は「情報提供義務」であったが、2014年6月施行の法改正で「情報の提供および指導」と改正され、一方的な情報提供だけでなく、薬剤師の立場からアセスメントを実施し、指導を実施することも求めている。
さらに2020年9月施行の改正で、調剤した後においても、必要と認めた場合には、使用状況を把握し、情報提供や指導を求められることとなった。（いわゆる服薬フォローアップ）
26条 処方せんへの記入薬剤師は、調剤したときは、その処方せんに、調剤済みの旨・調剤年月日などを記入し、かつ、記名押印し、又は署名しなければならない。
処方や調剤により健康被害が生じた際には、医師や薬剤師の刑事的な責任等が問われる場合もあり、最終的な責任を有する薬剤師が誰であるかを明確にする必要があるため必要とされている。
27条 処方せんの保存薬局開設者は、当該薬局で調剤済みとなつた処方せんを、調剤済みとなつた日から3年間、保存しなければならない。
ただし、実務上は生活保護法など他の法律に関連する処方箋は、5年間の保存が求められる場合もあり、分別して管理するか5年の保管が必要となる。さらに2020年4月施行の民法改正により、債権の種類を問わず、消滅時効が5年となったことから、5年間保管する場合もある。
なお、e-文書法に基づき、真正性が確保できるなど一定の条件を満たす場合は電子的に保管することも認められている。2023年1月より、正式に電子処方箋を発行することができるようになっており、この場合は電子的に保管することが必要となる。
28条 調剤録薬局開設者は、薬局に調剤録を備え、調剤済みとならなかった場合、一定の事項を記録し、3年間、保存しなければならない。
28条の2 薬剤師の氏名等の公表厚生労働大臣は、国民による薬剤師の資格の確認などのため、薬剤師の氏名などを公表する。現在のところインターネット上で登録年・氏名・性別および処分に関する情報が検索できる。